# Les Discours du docteur O'Grady
Les Discours du docteur O'Grady est un roman d'André Maurois paru pour la première fois en 1920 chez Grasset sous le titre du Général Bramble, puis sous son titre définitif en 1922 dans cette même maison d'édition. Il fait suite aux Silences du colonel Bramble, premier roman de son auteur, dont il peut être considéré comme le second volume.

## Résumé
Les Discours du docteur O'Grady commencent peu de temps après la fin des Silences du colonel Bramble, dans le cours de l'année 1918 : l'état-major du général Bramble, comprenant toujours le colonel Parker ainsi que le docteur O'Grady et auquel Aurelle a de nouveau été rattaché, vient de s'installer dans le château de Vauclère ; tandis que la guerre s'achemine lentement vers sa fin, les officiers se livrent à nouveau aux charmes de la conversation anglaise, en compagnie de nouveaux arrivants tels que le révérend Jeffries, l'aide de camp Dundas, l'ordonnance Brommit (qui relate avoir tenté de faire croire à sa conversion au wesleyanisme pour être dispensé d'aller à l'office le dimanche matin), le capitaine Forbes (surnommé « Intelligence »), le capitaine Barton (surnommé « Économies »), un professeur de géographie dans le civil surnommé « Éducation » et le capitaine de dragon Beltara, avant la guerre artiste peintre.
En parallèle Aurelle, en tant qu’interprète, est chargé d'apprendre le portugais afin d'assister le colonel Parker, chargé d'organiser l'arrivée d'une compagnie de cette nationalité. Après un retour sur les champs de bataille de la Somme, l'armistice arrive enfin et un dîner d'adieu est organisé par les officiers au moment du départ d'Aurelle pour Paris. Le roman s'achève par une série de chapitres mettant en scène les retours successifs de certains personnages dans la vie de ce dernier : une rencontre en gare du Nord avec le capitaine Barton, devenu « courrier gentleman pour visiteurs distingués », qui lui raconte ses tribulations avec un rajah indien auquel il fut chargé de faire visiter la France ; une lettre du colonel Parker, devenu fermier depuis son départ de l'armée ; les retrouvailles enfin cinq ans plus tard avec le général Bramble, Dundas, O'Grady et Beltara dans l'atelier de ce dernier à Paris.

## Analyse
Comme Les Silences du colonel Bramble, Les Discours du docteur O'Grady est un roman né de l'expérience de la Première Guerre mondiale vécue par son auteur : nommé interprète au sein d'un régiment anglais, André Maurois se prend d'affection pour ce peuple avec lequel, dans la France de l'époque, « les souvenirs d'une longue rivalité demeuraient vivaces. »

« Leurs vertus étaient singulièrement faites pour me plaire. J'étais timide, secret ; ils ne posaient jamais de questions personnelles. J'estimais les actions efficaces et silencieuses ; ils étaient actifs et discrets. J'admirais les héros de Kipling ; ils leur ressemblaient. »

— André Maurois, Préface du premier volume de ses Œuvres complètes paru en 1950
Séduit par les « fantastiques conversations du mess », Maurois décide d'écrire un livre « qui tiendrait à la fois des Opinions de Jérôme Coignard et de The Aristocrat at the breakfast table, un livre sans intrigue, sans commentaires de l'auteur, où les Anglais seraient peints par leurs propres discours. »
Publié pour la première fois en 1920 sous le titre du Général Bramble avec seulement cinq chapitres, ce roman paraît à nouveau en 1922 sous le titre des Discours du docteur O'Grady dans une version augmentée de seize chapitres supplémentaires. André Maurois a également par la suite publié deux autres ouvrages faisant de manière plus ou moins directe référence aux personnages des Silences et des Discours : À la recherche de Bramble, une série d'articles sur la Seconde Guerre mondiale écrits durant la bataille de France et publiés pour la première fois en 1950, et les Nouveaux discours du Docteur O'Grady, publiés en 1950, qui décrivent les retrouvailles du docteur et d'Aurelle en 1946.

## Éditions

### Éditions francophones
- André Maurois, Le général Bramble, dessins originaux de Bernard Boutet de Monvel gravés sur bois par Eugène Gasperini, Paris, Grasset, 1920, 72 p.[5]

- André Maurois, Les Discours du docteur O'Grady, Paris, Grasset, 1922 (rééditions en 1927, 1947, 1952 et 1967), 236 p.[6]
- André Maurois, Les Discours du docteur O'Grady, Paris, La Cité des livres, 1926, 215 p.[7]
- André Maurois, Les Discours du docteur O'Grady, figures sur bois de Gérard Cochet, Paris, J. Ferenczi et fils, 1928 (réédition en 1934), 159 p.[8]
- André Maurois, Les Silences du colonel Bramble ; Les Discours du docteur O'Grady, Hachette, Paris, 1928, 161 p.[9]
- André Maurois, Les Discours du docteur O'Grady, figures gravées de Jean-Émile Laboureur, Paris, Société d'édition « Le Livre », 1929, 253 p.[10]
- André Maurois, Les Discours du docteur O'Grady, figures en couleur de Raymond Moritz, Paris, Kra, coll. « Poivre et sel », 1929, 221 p.[11]
- André Maurois, Les Discours du docteur O'Grady, Bruxelles, Éditions du Nord, illustrations de Charles Martin, 1932, 229 p.[12]
- André Maurois, Les Discours du docteur O'Grady, Paris, Nelson, 1936, 192 p.[13]
- André Maurois, Les Discours du docteur O'Grady, illustrations de André Pécoud, Paris, Hachette, 1937 (réédition en 1950), 176 p.[14]

- André Maurois, Les silences du colonel Bramble ; Les discours du docteur O'Grady, illustrations de Michel Gérard Gilbert, Brentano's, New York, 1946, 288 p.[15]
- André Maurois, Œuvres complètes : Les Silences du colonel Bramble - Les Discours du docteur O'Grady - A la recherche de Bramble - Les Nouveaux discours du docteur O'Grady - Conseils à un jeune Français - Ni ange, ni bête, t. I, Grasset, Paris, bois de Louis Jou, 1950[16].
- André Maurois, Les silences du colonel Bramble suivi des Discours et Nouveaux discours du Docteur O'Grady, Grasset, Paris, 1954 (réédition en 1965), 510 p.[17]
- André Maurois, Les Discours du docteur O'Grady, Paris, Le Club du livre français, 1957, 244 p.[18]
- André Maurois, Romans, avec trente-deux aquarelles de René Génis, Jean Terles, Candido Portinari, Jean-Pierre Péraro et Michel Thompson, Gallimard, Paris, 1961, 1136 p.[19]
- André Maurois, Les silences du colonel Bramble ; Les Discours et Nouveaux discours du Docteur O'Grady, Éditions Rencontre, Lausanne, 1969, 421 p.[20]
- André Maurois, Les silences du colonel Bramble ; Les Discours et Nouveaux discours du Docteur O'Grady, illustrations de Jacques Rozier, Édito-service, Genève, 1976, 418 p.[21]

### Traductions
- André Maurois, General Bramble, traduction anglaise de Jules Castier et Ronald Boswell, London, J. Lane, 1931, 189 p.[22]
- André Maurois, The Silence of Colonel Bramble ; The Discourses of Doctor O'Grady, London, Bodley Head, 1965.